# Reinares
Reinares es un despoblado del municipio de Santa Engracia del Jubera en La Rioja (España). La localidad se encuentra despoblada desde los años 60, cuando sus últimos habitantes abandonaron la aldea en busca de trabajo en las nacientes industrias de la ciudad.
El los últimos años algunas iniciativas están intentando rehabilitar la localidad y volverla hacer habitable.

## Patrimonio

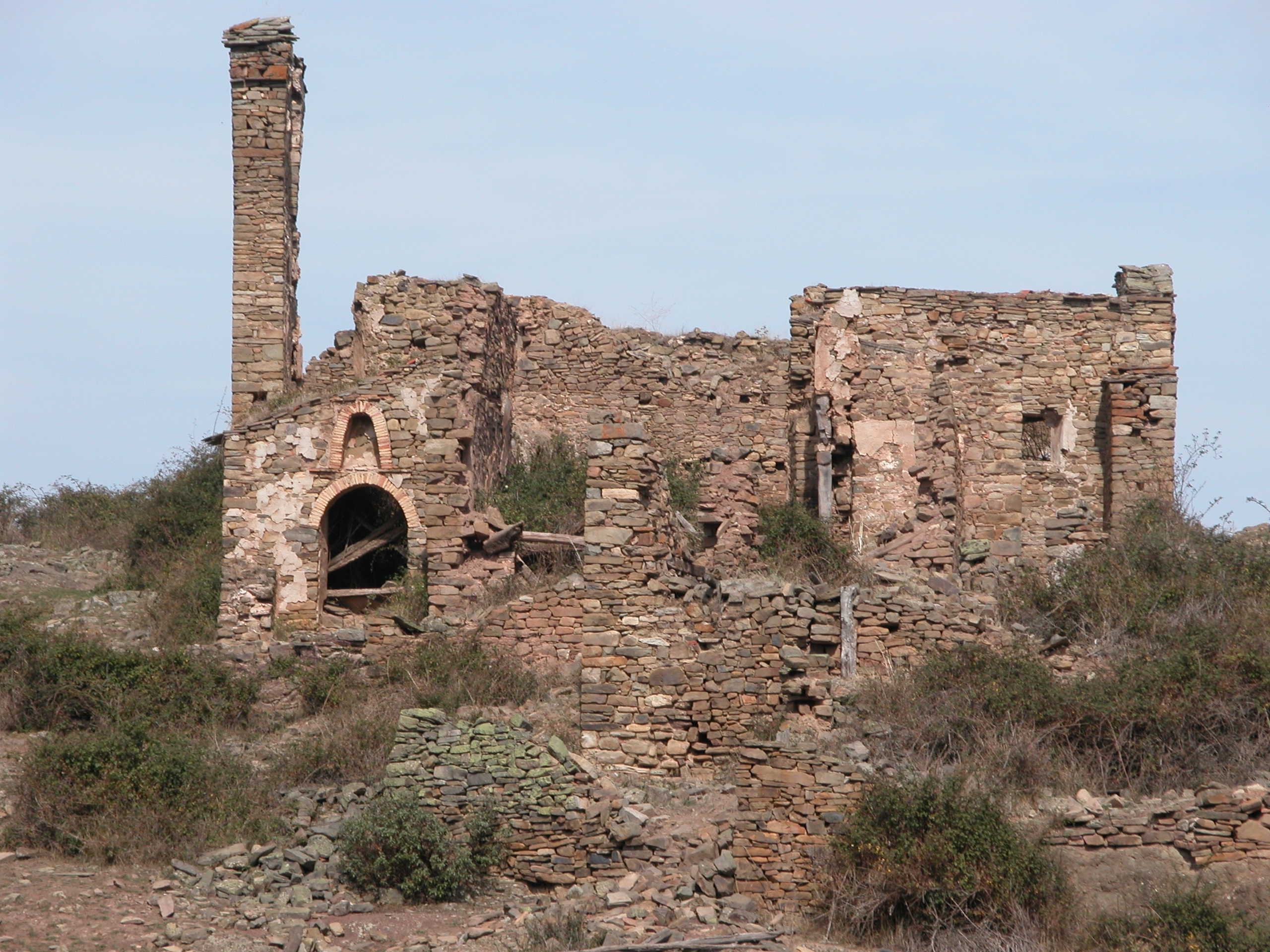
Ruinas de la iglesia de San Miguel.

Iglesia de San Miguel: En ruinas.